# Pyšma (città)
Pyšma (in russo  Пышма?) è un insediamento di tipo urbano dell'oblast' di Sverdlovsk, in Russia; è il centro amministrativo del distretto Pyšminskij. 
Si trova nel sud-est della regione di Sverdlovsk, sul fiume Pyšma, a est di Ekaterinburg.